# Cyphonistes gasanus
Cyphonistes gasanus är en skalbaggsart som beskrevs av Heinrich Bernward Prell 1912. Cyphonistes gasanus ingår i släktet Cyphonistes och familjen Dynastidae. Inga underarter finns listade i Catalogue of Life.